# Richard Moore (żeglarz)
Richard Fulton Moore (ur. 11 sierpnia 1910 w San Bernardino, zm. 16 listopada 2005 w Newport Beach) – amerykański żeglarz sportowy, medalista olimpijski.
Podczas letnich igrzysk olimpijskich w Los Angeles (1932) zdobył złoty medal w żeglarskiej klasie 8 metrów, wspólnie z Owenem Churchillem, Williamem Cooperem, Karlem Dorseyem, Johnem Biby, Robertem Suttonem, Pierpontem Davisem, Alanem Morganem, Alphonse’em Burnandem, Thomasem Websterem, Johnem Huettnerem i Kennethem Careyem. 
Pochodzący z Los Angeles Richard Moore uczęszczał do Los Angeles High School i Uniwersytetu Kalifornijskiego, na którym studiował nauki polityczne. Zaczął żeglować, gdy zaprzyjaźnił się z Pierpontem Davisem. Brał udział w ostatnich próbach przedolimpijskich w klasie 8 metrów, żeglując w załodze Davisa (jacht Santa Maria), która zajęła drugie miejsce, za jachtem Angelita Owena Churchilla. Podczas zawodów olimpijskich, Churchill do swojej załogi włączył również sześciu członków załogi Davisa, dzięki czemu każdy mógł wystartować w co najmniej jednym wyścigu i zdobyć złoty medal. 
Moore uczęszczał później do Stanford Law School, której nie skończył. Był oficerem inżynieryjnym na Pacyfiku podczas II wojny światowej i był rezerwistą marynarki wojennej Stanów Zjednoczonych jako dowódca batalionu. Po wojnie rozpoczął karierę na rynku nieruchomości i założył własną firmę.